# Infanterist der Zukunft
Infanterist der Zukunft (kratica IdZ) je nemški sistem opreme za vojaka 21. stoletja.
Namški zvezni urad za oborožitev je v letu 2001 podpisal 10 milijonov evrov vredno pogodbo s podjetjem EADS Defence Electronics za razvoj in dobavo 150 kompletov prototipnega sistema z delovnim imenom Einsatzbedingter Sofort Bedarf (ESB) za testiranje. V ta namen so med letoma 2001 in 2003 ustanovili 6 vodov s po 10 vojaki. Vojaki so nato leta 2002 sistem pet mesecev testirali v Prizrenu na Kosovu.
Prvi kompleti IdZ so bili nato izročeni vojaškemu inšpektoratu v pehotni šoli v Hammelburgu 1. julija 2004. 

## IdZ V1 (IdZ-BS)
Prvih 1600 serijskih kompletov IdZ V1, IDZ-BS (Basic System) je bilo izročenih v uporabo v letih 2006 in 2007, razdeljeni pa so bili med pripadnike Bundesheera na mednarodnih misijah v Afganistanu, Kosovu in Kongu.

## IdZ V2 (IdZ-ES)
Septembra 2006 je Bundeswehr podpisal novo pogodbo za izdelavo sistema IdZ V2, IdZ-ES (Expanded System) s podjetjem Rheinmetall Defence. Dva sistema IdZ-ES, namenjena demonstracijam naj bi bila izdelana v letu 2008, v letu 2009 pa naj bi izdellai tisoč kompletov, ki naj bi v uporabo prišli konec leta 2011. Sistem naj bi vseboval Rheinmetallov povezovalni računalniški sistem za poveljevanje, nadzor in komunikacije (IC4U), ki naj bi enotam omogočil povezavo s poveljstvom po standardu NATO.
Pogodba vključuje tudi razvoj senzorskega sistema za zaznavanje sovražnega ognja in detektorje min ter novo čelado z vizirjem in sistemom nadzora vojakovega zdravstvenega stanja. Poleg tega naj bi bil sistem povezljiv in uporaben tudi v oklepnih vozilih kot sta Puma in Boxer.

## Sistem
V sistem je združenih deset komponent, ki se lahko prilagajajo trenutnim potrebam vojaka na bojišču. 
Standardni komplet vsebuje:
- jurišno puško Heckler & Koch G36
- laserski namerilni sistem, nameščen na puško
- računalniški sistem za poveljevanje, nadzor, komunikacije in informacije NavICom (C4I sistem) podjetja Thales, vgrajen v jopič
- zaščita za vid in sluh
- RKBO zaščitni komplet
- zaščitni jopič za zaščito pred izstrelki in vbodi
- sistem za nočno gledanje

Poleg tega je v kompletu preko ročnega računalnika možno tudi vodenje brezpilotnih letal ali robotskih izvidniških vozil. Navigacijski sistem vojaka je opremljen tudi z zemljevidom, povezanim z GPS sistemom. 
Dodatno oborožitev v kompletu IdZ sestavljajo tudi:
- Dynamit Nobel Panzerfaust 3, ročni protioklepni sistem z elektronsko namerilno napravo Dynarange computing sight
- 40 milimetrski podcevni bombomet za jurišno puško G36
- Heckler & Koch MG4, puškomitraljez v kalibru 5,56 mm
- Heckler & Koch MP7, osebno obrambno orožje
  - možna je tudi namestitev termovizijskih namerilnih sistemov Zeiss AN/PAS-13(V) na vse vrste orožja
  - Kompletu je lahko dodan tudi daljnogled z laserskim obeleževalnikom ciljev in daljinomerom Victronix Vector IV ter ročni Zeissov termovizisjki daljnogled.